# Iglesia de Santa Ana (Jerez de la Frontera)
La iglesia de Santa Ana es un templo de la iglesia católica localizada en Jerez de la Frontera construido en los años 1950.

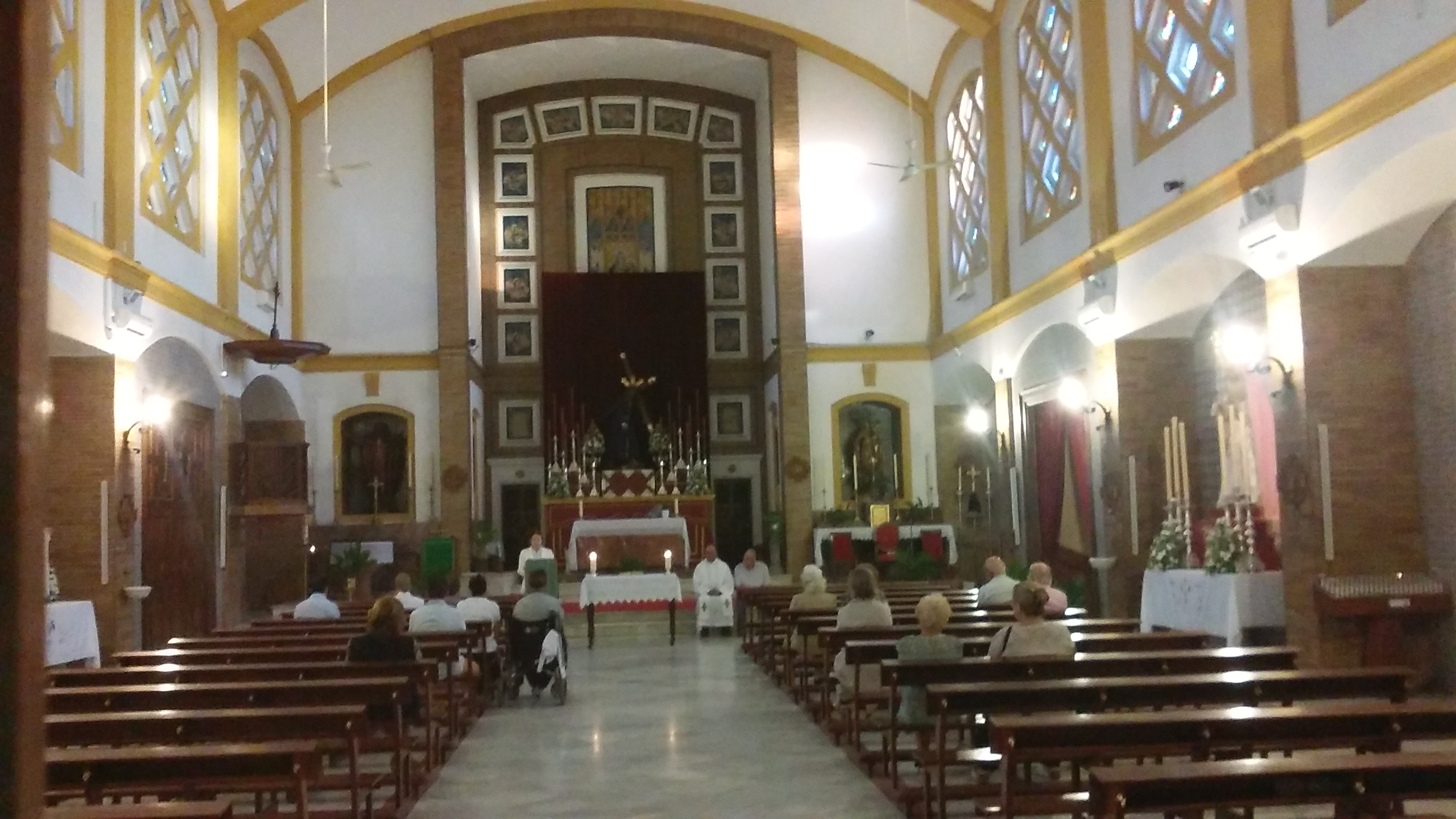
Interior

## Altar
El altar cuenta con un mural que realizó el artista Luis Gonzalo González.

## Hermandad

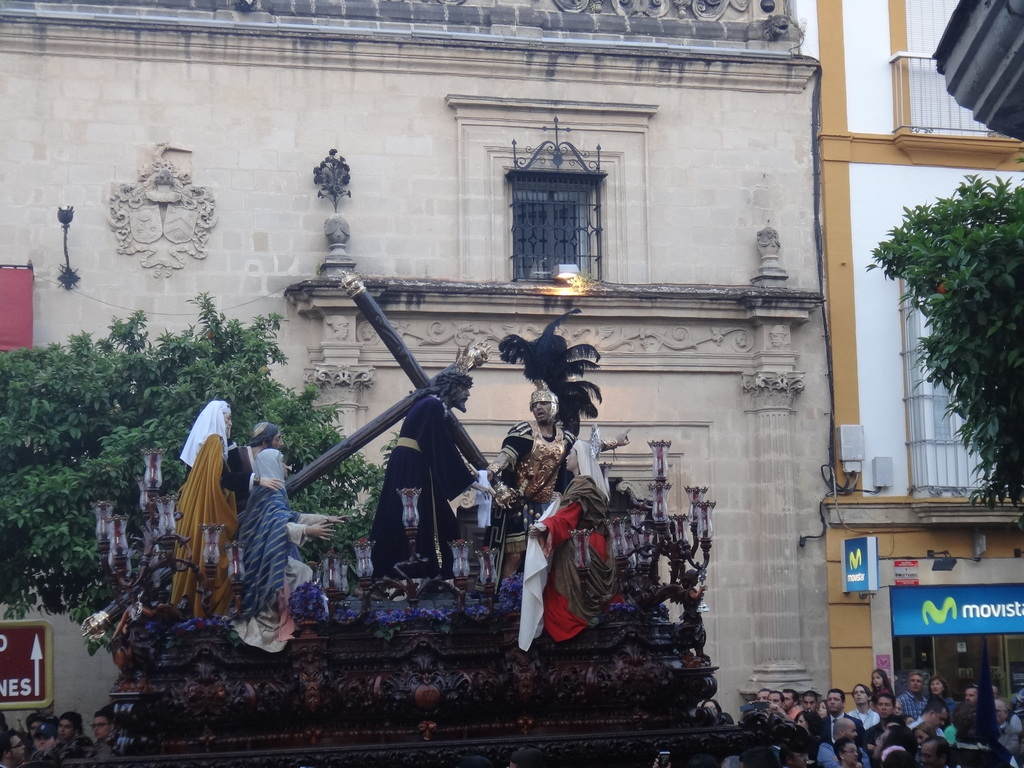
Paso de misterio de la Hermandad

La iglesia es sede de la hermandad de la Hermandad de la Candelaria